# Isigny-sur-Mer
Isigny-sur-Mer és un municipi francès, situat al departament de Calvados i a la regió de Normandia.
Està situat al final de la badia de Veys, un important centre lleter amb una mantega i una crema de llet amb DO i amb una producció important de formatges dels tipus: Mimolette, pont-l'évêque, Camembert, Trésor d'Isigny… Molts d'aquests productes es fabriquen a la cooperativa Isigny Sainte Mère. També és un centre productor d'ostres.